# Арнуванда II
Арнуванда II (д/н— бл. 1333 до н. е.) — великий цар (руба'ум рабі'ум) Новохеттського царства близько 1334—1333 до н. е.

## Життєпис
Старший син царя Суппілуліуми I від його третьої дружини таваннанни Маль-нікал, доньки Бурна-Буріаша II, царя Вавилону.
Під час панування свого батька Арнуванда очолював успішні військові кампанії до Сирії, з Мітанні, брав участь в військовій кампанії проти Єгипту. Отримав титул спадкоємця тронну (тухканті). Під час єгипетського походу в хеттском таборі від єгипетських полонених спалахнула епідемія чуми. Невдовзі поширилася до Малої Азії, від якої згодом ймовірно помер батько Арнуванди.
У 1334 році до н. е. після смерті Суппілуліуми I успадкував трон. Продовжив війну з касками, намагаючись здобути повноцінний вихід до Чорного моря. Втім чума поширилася на військо, що виступило проти каска. Помер її очільник — Ханнуті.
Воював також з державою Арцава. відправив брата Мурсілі допомогти цареві Манапа-Тархунта відновитися на троні держави Сеха. Призначив хеттськими залежними царями братів Телепіну в Халапі (його династія правила там до 1280-х років до н.е.) і Піясілі в Каркемиш (його династія правила до початку XI ст. до н.е.).
Зрештою сам цар захворів й помер від чуми. Арнуванда II залишив трон своєму молодшому братові Мурсілі II, обійшовши права середнього Піясілі.